# Айгугиг (аэропорт)
Аэропорт Айгугиг (англ. Igiugig Airport), (ИАТА: IGG, ИКАО: PAIG, FAA LID: IGG) — государственный гражданский аэропорт, обслуживающий авиационные перевозки района Айгугиг (Аляска), США.
Регулярные коммерческие рейсы в Аэропорт Кинг-Салмон выполняет местная авиакомпания Peninsula Airways (PenAir).
По данным статистики Федерального управления гражданской авиации США услугами аэропорта в 2008 году воспользовалось 626 человек, что на 1 % (631 человек) меньше по сравнению с предыдущим годом. Айгугиг включен FAA в Национальный план развития аэропортовой системы страны в качестве аэропорта, предназначенного для обслуживания авиации общего назначения.

## Операционная деятельность
Аэропорт Айгугиг расположен на высоте 27 метров над уровнем моря и эксплуатирует одну взлётно-посадочную полосу:
- 5/23 размерами 914 x 23 метров с гравийным покрытием.

За период с 31 июля 2005 года по 31 июля 2006 года Аэропорт Айгугиг обработал 7900 операций взлётов и посадок самолётов (в среднем 21 операций ежедневно), из них 87 % пришлось на рейсы авиации общего назначения и 13 % — на рейсы аэротакси.